# Kiss & Tell
Kiss & Tell (укр. Поцілував і розказав) — дебютний студійний альбом американської групи Selena Gomez & the Scene. Альбом вийшов 29 вересня 2009, Hollywood Records. Альбом складається здебільшого з поп-року та електронного року з посилання Гомес на групи, такі як Forever the Sickest Kids, що вплинули на альбом. Тед Брунер активно співпрацював під час запису платівки з Гомес, створюючи кілька треків. Два треки з альбому були спродюсовані Rock Mafia.
Після свого релізу, Kiss & Tell отримав змішані з позитивним відгуки від музичних критиків. Деякі критики високо оцінили альбом за його «забавний» характер, в той час як інші критикували Гомес за її вокальне виконання. Робота Джини Щок над альбомом отримала похвалу від декількох критиків. Альбом мав комерційний успіх, увійшовши в топ-десятку в Billboard 200 в США. Він був проданий тиражем більше 900 000 екземплярів в країні, що робить його найпродаванішим альбомом цієї групи на сьогоднішній день. Пізніше він отримав статус золотого. Kiss & Tell увійшов у топ-двадцять у Сполученому Королівстві і користувався найвищим успіхом з усіх альбомів Гомес в країні до Revival (2015).
Kiss & Tell передував сингл «Falling Down», який вийшов в серпні 2009 року. Альбом став помірним хітом, чому великою мірою сприяв Disney Channel. «Naturally» вийшов як другий сингл, і часто розглядається як прорив групи. Було продано більше двох мільйонів копій в Сполучених Штатах, і сингл досяг свого піку в першій десятці країн, таких як Сполучене Королівство. Kiss & Tell був підвищений переважно за рахунок телевізійних виступів групою на таких шоу, як Танці з зірками, щоб виконувати пісні з альбому. Група гастролювала на своєму концертному турі Selena Gomez & the Scene: Live in Concert tour на всій території Сполучених Штатів в 2009 і 2010 роках, виконуючи як нові, так і старі пісні.

## Розробка
Гомес стала великою мірою пов'язана з телеканалом Disney Channel в 2007 році, виконуючи головну роль у своєму власному ситкомі та виступаючи з саундтреками. Гомес також зробила свій внесок у саундтреки до фільму Ще одна її історія про Попелюшку (2008), один з яких вийшов як промо-сингл. У липні 2008 року Гомес оголосила, що вона підписала контракт з Hollywood Records, з якими у першу чергу були підписані такі актори з Діснею, як Майлі Сайрус і Демі Ловато. Вона відкрила MTV News, що вона сподівається створити групу на відміну від сольної кар'єри. Гомес провела кастинги, щоб знайти членів для групи в Бербанку, штат Каліфорнія. Грег Гарман був обраний як барабанщик групи, Джої Климент — для гри на бас-гітарі, Ден Форрест і Нік Фоксер — на клавіатурі, крім того Фоксер також забезпечував бек-вокал. Фоксер покинув групу в наступному році з невідомих причин. Етан Роберс і грав на гітарі, і за даної умови, забезпечував бек-вокал. Гомес працювала над проєктом протягом року з більш ніж сотнею пісень, що розглядалися для альбому. Гомес пізніше заявила, що вона пройшла через так багато треків, щоб гарантувати, що і вона, і її шанувальники будуть «пов'язані» з матеріалом. Гомес оголосила назву групи, Selena Gomez & The Scene, в серпні 2009 року, стверджуючи, що «я назвала свою групу The Scene, тому що багато людей сміються з мене, називаючи мене „наслідувач сцени“, тому я вирішила поглузувати над ними. Якщо ви не можете перемогти їх — приєднайтесь до них!»
Під час запису альбому, Гомес почала вчитися грати на гітарі і барабанах; пізніше вона почала вчитися грати на фортепіано і брала уроки вокалу. Вона заявила, що вона сподівалася «змусити людей танцювати» музикою на альбомі. Гомес, за повідомленнями, натхненна своїми відносинами з Ніком Джонасом, написала пісню для альбому під назвою  «I'm Sorry». Гомес стверджувала, що це буде перша пісня, записана для альбому, і буде єдиною з ознаками балади; це в кінцевому рахунку вона не була включена в альбом. Вона також записала пісню під назвою «Beautifully Disturbed», яку вона представила загалу в травні 2009 року. Про пісню, Гомес сказала «Це безперечно пісня, яка близька до мене, тому що мені дали таке прізвисько, і це дуже мило. Це означає, що іноді я можу бути негативною, як кожна людина може бути, але ви повинні знайти красу в цьому.» Пісня не була включена до фінального трек-листу алюбому. Гомес працювала з Тедом Брунером щодо альбому, який, як вона стверджувала, виробив «ядро» запису. Гомес співпрацювала з членом The Go-Go Джиною Щок щодо численних пісень, чотири з яких були включені в альбом. Вона співпрацювала з Rock Mafia щодо пісні «Naturally». «Falling Down» характеризується написанням і продюсуванням Брунера і Schock разом з Trey Vittetoe.
«I Won't Apologize» була написана в співавторстві з Гомес, і це єдина пісень в альбомі, написана нею. Під час виступу, Гомес заявила: «Я написала цю пісню, бо я відчуваю, як багато людей, як правило, змінюють себе — давайте будемо чесними — задля хлопця; і це я зробила, і я ніколи не зроблю таку помилку знову. Мені дуже шкода, я не така, якою ти б хотів, щоб я була, але я не збираюся вибачатися за те, якою я є.» Вона пізніше назвала цю пісню улюблений на альбомі. «Tell Me Something I Don't Know» спочатку вийшла як промо-сингл Гомес в 2008 році; з Rock Mafia був створений ремікс на пісню для її появи на Kiss & Tell. Гомес поводилась як «величезна» шанувальниця канадської співачки Фіфі Добсон, а потім включила кавер її пісні «As A Blonde» у платівку. Гомес згадувала «Crush» як одну з її улюблених пісень в альбомі. «Falling Down» і «Stop & Erase» були перші дві пісні, які були додані в альбом.

## Музичний стиль
|                                 | Факт, що я можу сказати, що цей запис є мрія, що стала дійсністю для мене, але не представляється можливим, якби це було не для вас, хлопці, [...] Весь процес був дуже веселим і терапевтичним, більшість моїх друзів дивні в музичному плані, тому крокувати в цьому напрямку це неймовірний досвід для мене |
| — Гомес, під час запису альбому | |

Музика, на якій базується Kiss & Tell, складається переважно з поп-року та електронної рок-музики. Гомес описала альбом як «веселий поп-рок» з «танцювальним бітом до нього». Альбом включає широкий спектр музичних жанрів, таких як поп-панк, латино-танцювальний, середнього темпу bubblegum pop, new wave, і техно. Ліричні теми альбому зосереджуються на темах любові, слави, горя і свободи, серед інших. Гомес каже, що альбом був «тим, що [вона] пройшла з сердечним болю, дружбою, тощо. Я хочу, щоб мої шанувальники знали, мені трохи краще після того, як вони чують цей запис». Гомес відчула, що альбом був «хорошим стартом», щоб з'ясувати, «де [вона] хоче бути в музичному плані». Такі артисти, як Paramore і Forever the Sickest Kids були названі як впливи на альбом.
«Kiss & Tell» є піснею, що відкриває альбом, де видно експерименти Гомес з використанням ударних і баса і jungle music. Пісня підтримується «хуліганськими» гітарами, ручними пострілами і криками: «Hey!» Вона була описана як за участю «ставлення» і «запозичена однаково від панку до поп-мелодії». В «I Won't Apologize» лірично спостерігається Гомес, яка відмовляється вибачитися за те, якою вона є, пісня була описана як «емо поп» композиція. "Falling Down " це оптимістичний поп-рок і денс-поп трек, який містить сильне використання барабанів і електричних гітар, змішаних з переважанням «bloopy синтезаторів». Гомес стверджувала, що це пісня «про Голлівуд і про те, що люди думають, і, по суті, що вони, як пластикові іноді. „I Promise You“ є середнього темпу у жанрі софт-рок пісня, яка фокусується переважно на використанні гітари і барабанів. Лірично пісня описує Гомес, яка обіцяє коханому, що вони залишатимуться разом. „Crush“ це поп-панкова пісня, яка також описується як emo pop tone, і лірично показує Гомес, яка покінчила з колишнім коханим. „Naturally“ — пісня у жанрі електро-поп, яка відрізняється „соковитістю і миттєво запам'ятовується вокальним гачком“. У пісні Гомес співає про те, як легко почуттям до коханого прийти до неї.
„The Way I Loved You“ згадується як єдина балада в альбомі, де Гомес стверджує, що вона ніколи не буде любити когось так, як її попереднього коханого. „More“ це електронна рок-пісня, яка характеризується елементами поп-музики. „As A Blonde“ описує Гомес, яка намагається спробувати різні речі і змінити свою особистість. „I Don't Miss You At All“ порівнювалась з релізами австралійського дуету The Veronicas; пісня з помітними елементами танцювальної музики. „Stop & Erase“ це домінуючий рок-трек, де зображується Гомес, в якій протистоять „пересічна дівчина“ і хуліган. „I Got U“ це пісня у жанрі поп-рок з новими елементами хвиль, які, за словами Білла Ламба з About.com, є „поєднанням солодкості та інтенсивності, де вбачається безсумнівно Селена Гомес“. Ремікс-версія пісні „Tell Me Something I Don't Know“ є більш поп-орієнтованою версією, ніж оригінал, і її можна порівняти з ранніми релізами Брітні Спірс.

## Реліз і мистецька робота

Зворотня обкладинка до Kiss & Tell.

Спочатку було заплановано, що альбом вийде в липні 2009 року, проте з невідомих причин ця ідея була відкинута. Гомес підтвердила назву альбому, Kiss & Tell, в Twitter в серпні 2009 року. Радіо Disney пускало в ефір одну пісню в день, що передувало виходу альбому. Прем'єра пісень „Kiss & Tell“, „Naturally“, „Crush“, „I Promise You“ і „More“ фактично відбулася на цій станції. Прем'єра повного альбому відбулась на станції 26 вересня з повторною трансляцією на наступний день. Kiss & Tell вийшов фізично і в цифрових рітейлерах 29 вересня 2009 року в Північній Америці. Гомес зняла міні-серіал під час запису альбому, який вів хроніку запису альбому, прослуховувань групи, фотосесій для художніх робіт альбому; вісім епізодів були розміщені на офіційному каналі Гомес на YouTube. Target exclusive version альбому також включає спеціальну відео-хроніку створення альбому. Альбом не вийшов у таких країнах, як Японія і Сполучене Королівство до 2010 року, тільки після успіху другого синглу альбому „Naturally“.
Основна обкладинка для альбому є Гомес з рожевим серцем з страз зблизька, що покривають її губи. Гомес заявила, що ідея для обкладинки була її, і вона хотіла, щоб альбом мав барвисте покриття. В Європі альбом вийшов з іншою обкладинкою, на якій була зображена Гомес з стіною в червоний горошок позаду неї. Японське видання також має іншу обкладинку: великим планом обличчя Гомес з темним тлом. Всі три обкладинки альбому мають один і той самий логотип: серце в центрі напису „Selena Gomez & The Scene“. На задній обкладинці альбому зображена Гомес зі своєю групою в фоновому режимі, і має мінімальну колористику на відміну від передньої панелі; текст з перерахуванням пісень в альбомі має рожевий колір. Буклет альбому має різні кольори і теми і фокусується саме на Гомес, а не на повной групи. Кадри в буклеті орієнтовані на моду: Гомес в різних сукнях на зображеннях.

## Прийом критиків
Альбом отримав змішаний прийом від музичних критиків. Білл Лемб з About.com дав альбому в цілому позитивний відгук, заявивши, що „Існує енергія і хвилювання тут, що є позитивно заразним. Ліричні предмети тут не дивні для артистки-підлітка, але подача Гомес робить музику свіжою і веселою“. Тім Сендра з Allmusic описав альбом як» майже геній сучасної поп-музики", який «продемонстрував світло Гомес, але на диво проникливий вокал в майже ідеальною обстановці». BBC News у Великій Британії похвалили альбом, назвавши його «швидким і повним енергії». Вони продовжували хвалити «Crush», «I Promise You» і «Falling Down». Bob Smithouser з Pluggedin відчув, що альбом мав «нахабний поп-рок» звук, і додав, що «вона більшу частину альбому проводить просторікування, вентиляції і переконування цих егоцентричних, двох тимчасових хамів у тому, що вона вже вище них». Sputnikmusic похвалив треки, такі як «I Got U» і «Kiss & Tell», хоч і критикував музичні кліпи для «Falling Down» і «Naturally» за те, що занадто нудні.
Роб Перес з Nochelatina назвав Kiss & Tell, як «один дивовижний альбом», хоча і додав, що «не є бездоганним — Гомес безумовно повинна дозрівати більш вокально, і це зрозуміло, у деяких треках вона співає пісні зрозумілі тільки дорослим — але в цілому, це альбом, сповнений надій і невпинної енергії». Майкл Ганн з The Guardian дав альбому змішаний огляд, заявивши: «Якби тексти пісень були удвічі винахідливішими, ніж мелодії, то ці Діснеївські поп-альбоми були б класикою, як вона є, хоча, їм доведеться задовольнятися великою веселістю». Common Sense Media сказав, що альбом був «типовим твін альбомом, що дає чисті пояснення щодо загальних проблем такі, як закохуватися чи йти слідом за своєю мрією», а потім назвав його «ненатхненним». Мікаель Вуд з Billboard сказав, що музика Гомес «може використовувати її більше в ній», якщо вона сподівається мати подальші успіхи у музиці, хоча хвалив пісні, такі як «Naturally» і «Kiss & Tell». Entertainment Weekly розкритикував альбом, а саме — вокальне виконання Гомес, заявивши, що Гомес не мала «ніяких вокальних відбивних» і додавши, що «все пляма виробництва в світі стерти не може». Rober Copsey з Digital Spy дав негативний огляд альбому, коментуючи «велика кількість пісень забуваються і, що вони як гібриди з Майлі, Avril і Pink».
В Альбом року, який присвоює нормований рейтинг з 100 відгуками від обраних основних критиків, альбом отримав середній бал 67 на основі 5 оглядів, що свідчить про «змішані позитивні відгуки».

## Комерційна продуктивність
Kiss & Tell дебютував на дев'ятому місці у чарті Billboard 200 в Сполучених Штатах, першого тижня було продано 66000 примірників. Альбом вістав лише на 75 копій від альбому Міранди Ламберт Revolution, що знаходився на восьмому місці у чарті. Під час другого тижня свого релізу, альбом спустився на двадцять п'яте місце у чарті. У лютому 2010 року було повідомлено про те, що було продано приблизно 387000 копій альбому в Сполучених Штатах; він протримався у чарті вісімнадцять тижнів. Альбом отримав звання Золото в березні 2010 року, коли кількість проданих копій у США перевищила 500000. Альбом провів загалом 59 тижнів на Billboard 200; це найдовший рекорд Гомес у чарті до сих пір. Альбом з'явився на Billboard 2009 Year-End на 187 місці за три місяці пісня релізу. У наступному році альбом з'явився у чарті на 47місці. 2013 року було повідомлено про те, що було продано приблизно 908,000 копій альбому в Сполучених Штатах. Станом на вересень 2014 року ці цифри були збільшені до 950,000 копій.
Альбом дебютував на двадцять другому місці у чарті Canadian Albums Chart. Альбом був проданий тиражем більше 40 000 екземплярів в країні, заробивши за це Золотий сертифікат від CRIA. Kiss & Tell залишається єдиним альбомом групи, який не увійшов у топ-десять у країні. Альбом увійшов в UK Albums Chart на 12 місці, стимульований успіхом «Naturally», який потрапив у топ-десять (2010). Він був проданий тиражем більше 60 000 екземплярів у Великій Британії, заробивши за це Срібний сертифікат від BPI. Він мав аналогічні показники в Ірландії, досягаючи чотирнадцятого місця у чарті. Альбом не потрапив до чарту ARIA Charts, проте потрапив до складового Australian Hitseekers albums chart на четверте місце. Kiss & Tell протримався на двадцять першому місці в Новій Зеландії; це єдиний альбом групи, що не потрапив у топ-двадцять у цій країні. Альбом досяг дев'ятнадцятого місця в Німеччині, на чолі з «Naturally», отримав раптовий успіх на радіо. Альбом досяг десятого місця у Аргентині і отримав сертифікацію Gold.

## Сингли
Сингл «Falling Down» вийшов як провідний сингл з альбому в серпні 2009 року. Пісня вийшла не для радіоефіру, хоча їй великою мірою сприяв канал Disney Channel. Пісня отримала в цілому позитивний прийом від критиків, хоча не була в змозі отримати комерційний успіх в Північній Америці. Було продано більше 500000 копій пісні до 2014 в США. Вона досягла в Японії топ-двадцятки, досягши піку — 15 місця. «Naturally» вийшов як другий і останній сингл з альбому в лютому 2010 року. Пісня слугувала ведучим синглом у більшості європейських країн і стала першим великим хітом групи. Завдяки потужним просуванням через Дісней і виступи, пісня мала успіх на радіо і у продажах. Вона мала основний успіх у багатьох країнах і часто вважається проривом групи.

## Сприяння у продажах
Альбому значною мірою сприяли канал Disney Channel і Radio Disney, перший з яких транслював музичні кліпи гурту. Перший телевізійний виступ групи відбувся на шоу Танці з зірками 29 вересня 2009 року, де вона виступали з «Falling Down». Дерек Хаф та Карина Смірнофф виконали танець в той час як група виступала. Гомес і її група виконали «Naturally» на шоу The Ellen DeGeneres Show 11 грудня 2009 року. Група була обрана для MTV Push artists, де виконала «Falling Down», «Naturally», «Kiss & Tell», «Tell Me Something I Don't Know» і «The Way I Loved You» в онлайн-концерті. Кілька пісень з альбому були виконані в 2009 Teletón в Мексиці. Гомес виступила з «Naturally» і «More» на Dick Clark's New Year's Rockin' Eve with Ryan Seacrest 1 січня 2010. Вона також з'явилася на сцені з Джастіном Бібером в той час як він виконував свою пісню «One Less Lonely Girl» (2009). Гомес і The Scene пізніше виконали в POPcon з Бібером в лютому 2010 року. «Naturally» і «More» були знову виконані на шоу Good Morning America 11 лютого 2010 року. У тиждень випуску альбому в Сполученому Королівстві, група вирушила в промо-тур по країні. Гурт виступив з «Naturally» на GMTV 5 квітня, 2010, і знову на Studio Five на наступний день. Група приступила до свого концертного туру Selena Gomez & the Scene: Live in Concert в 2009 році. Під час туру виконувались усі треки з альбому, за винятком «As A Blonde» і «I Got U». Складаючись переважно з фестивалів і ярмарків, тур мав дев'ятнадцять шоу на проміжку з листопада 2009 року по жовтень 2010. Були ще чотири шоу для концерту, які були скасовані через хворобу. Тур мав фінансовий успіх.

## Трек-лист
| #   | Назва                            | Автор                                         | Продюсер          | Тривалість |
| --- | -------------------------------- | --------------------------------------------- | ----------------- | ---------- |
| 1.  | «Kiss & Tell»                    | Ted Bruner * Trey Vittetoe * Gina Schock      | Bruner * Vittetoe | 3:17       |
| 2.  | «I Won't Apologize»              | Selena Gomez * John Fields * William McAuley  | Fields            | 3:06       |
| 3.  | «Falling Down»                   | Bruner * Vittetoe * Schock                    | Bruner * Vittetoe | 3:05       |
| 4.  | «I Promise You»                  | Isaac Hasson * Lindy Robbins * Mher Filian    | SuperSpy          | 3:20       |
| 5.  | «Crush»                          | Bruner * Vittetoe * Schock                    | Bruner * Vittetoe | 3:19       |
| 6.  | «Naturally»                      | Antonina Armato * Tim James * Devrím Karaoglu | Rock Mafia        | 3:22       |
| 7.  | «The Way I Loved You»            | Shelly Peiken * Rob Wells                     | Wells             | 3:33       |
| 8.  | «More»                           | Hasson * Robbins * Filian                     | SuperSpy          | 3:30       |
| 9.  | «As a Blonde»                    | Фіфі Добсон * Greg Wells * Peiken             | Wells             | 2:47       |
| 10. | «I Don't Miss You at All»        | Robbins * Toby Gad                            | Gad               | 3:40       |
| 11. | «Stop & Erase»                   | Bruner * Vittetoe * Schock                    | Bruner * Vittetoe | 2:52       |
| 12. | «I Got U»                        | Matthew Wilder * Tamara Dunn                  | Wilder            | 3:34       |
| 13. | «Tell Me Something I Don't Know» | Armato * Ralph Churchwell * Michael Nielsen   | Rock Mafia        | 2:55       |

| Japanese bonus track | Japanese bonus track                    | Japanese bonus track     | Japanese bonus track | Japanese bonus track |
| #                    | Назва                                   | Автор                    | {{{extra_column}}}   | Тривалість           |
| -------------------- | --------------------------------------- | ------------------------ | -------------------- | -------------------- |
| 14.                  | «Falling Down» (Plug in Language Remix) | Bruner *Vittetoe *Schock | Bruner *Vittetoe     | 7:14                 |

| European bonus track | European bonus track                | European bonus track    | European bonus track | European bonus track |
| #                    | Назва                               | Автор                   | {{{extra_column}}}   | Тривалість           |
| -------------------- | ----------------------------------- | ----------------------- | -------------------- | -------------------- |
| 14.                  | «Naturally» (Dave Audé Radio Remix) | Armato *James *Karaoglu | Armato *James        | 6:31                 |

| Target exclusive DVD | Target exclusive DVD         | Target exclusive DVD |
| #                    | Назва                        | Тривалість           |
| -------------------- | ---------------------------- | -------------------- |
| 14.                  | «Making of Kiss & Tell»      |                      |
| 15.                  | «Falling Down» (music video) |                      |
| 16.                  | «Photo gallery»              |                      |

## Творці альбому
- Вокал — Селена Гомес
- Бек-вокал — Селена Гомес, Lindy Robbins, Gina Schock, Фіфі Добсон, Char Licera, Katia Zuccarelli
- Гітара — John Fields, Greg Johnston, Jimmy Messer, Tim Pierce, Isaac Hasson
- Бас — John Fields, Sean Hurley, Isaac Hasson
- Клавіатура — John Fields, Isaac Hasson, Benjamin Dherbecourt, Mher Filian
- Барабани — John Fields, Dorian Crozier, Josh Freese
- Ударні — Mher Filian
- Продюсери — John Fields, Matthew Wilder, Rob Wells, Toby Gad, Trey Vittetoe, Devrim Karaoglu, Antonina Armato, Benjamin Dherbecourt
- Інженери — John Fields, Matthew Wilder, Rob Wells, Trey Vittetoe, Chris Anderson, Adam Comstock, Steve Hammons, Luke Tozour
- Міксинг — John Fields, Matthew Wilder, Toby Gad, Chris Anderson, Clif Norrell, Paul Palmer, Paul David Hager
- Програмування — John Fields, Rob Wells, Toby Gad
- Оркестровка — Matthew Wilder, Rob Wells, Toby Gad, Trey Vittetoe
- Вокальні продюсери — Rob Wells, Shelly Peiken
- Барабанна інженерія — Ghian Wright
- Аранжувальник — Toby Gad
- Асистент інженера — Dorian Crozier
- Мастеринг — Robert Vosgien
- A&R — Cindy Warden, Jon Lind
- Креативний директор — David Snow
- Дизайн — Nick Steinhardt
- Творчий напрям — Jeri Heiden

## Позиції в чартах

### Чарти
| Чарт (2009—2010)                | Кращий результат |
| ------------------------------- | ---------------- |
| Argentinian Albums Chart        | 10               |
| Austrian Albums Chart           | 4                |
| Belgium Albums Chart (Flanders) | 22               |
| Belgium Albums Chart (Wallonia) | 26               |
| Canadian Albums Chart           | 22               |
| Dutch Albums Chart              | 87               |
| French Albums Chart             | 24               |
| German Albums Chart             | 19               |
| Greek Albums Chart              | 2                |
| Irish Albums Chart              | 14               |
| Italian Albums Chart            | 33               |
| Japanese Albums Chart           | 70               |
| Mexican Albums Chart            | 20               |
| New Zealand Albums Chart        | 21               |
| Norwegian Albums Chart          | 38               |
| Poland Albums Chart             | 4                |
| Spanish Albums Chart            | 2                |
| Swiss Albums Chart              | 36               |
| UK Albums Chart                 | 12               |
| US Billboard 200                | 9                |

### Кінцеворічні чарти
| Чарт (2010)          | Результат |
| -------------------- | --------- |
| Spanish Albums Chart | 28        |
| US Billboard 200     | 47        |

### Сертифікати
| Країна          | Сертифікати (пороги продажів) |
| --------------- | ----------------------------- |
| Аргентина       | Золотий                       |
| Канада          | Золотий                       |
| Велика Британія | Срібний                       |
| США             | Золотий                       |

## Історія релізу
| Регіон          | Дата            | Лейбл               | Формат                       | Каталог                               |
| --------------- | --------------- | ------------------- | ---------------------------- | ------------------------------------- |
| Канада          | 29 вересня 2009 | Hollywood Records   | CD, digital download         | D000283102                            |
| США             | 29 вересня 2009 | Hollywood Records   | CD, digital download         | D000283102                            |
| Австралія       | 16 жовтня 2009  | Universal Music     | CD, digital download         | D000283102                            |
| Японія          | 24 лютого 2010  | Avex Group          | CD, CD+DVD, digital download | AVCW-13120 (CD), AVCW-13119B (CD+DVD) |
| Індія           | 3 квітня 2010   | Universal Music     | CD                           | D000283102                            |
| Велика Британія | 19 квітня 2010  | Fascination Records | CD, digital download         | D000575702                            |
| Франція         | 14 травня 2010  | Fascination Records | CD, digital download         | D000575702                            |